# هشتاد جفت (غرغين)
هشتاد جفت (بالفارسية: هشتادجفت) هي قرية تقع في إيران في قسم غرغین الريفي. يقدر عدد سكانها بـ 115 نسمة بحسب إحصاء 2016.